# 留史镇
留史镇，是中华人民共和国河北省保定市蠡县下辖的一个乡镇级行政单位。

## 行政区划
留史镇下辖以下地区：
留史村、朱家佐村、李家佐村、杜家庄村、西王村、南白楼村、北白楼村、中白楼村、王家营村、刘家营村、藏家营村、周家营村、缪家营村、西齐庄村、东齐庄村、大王村、戴家庄村、西五夫村、赵河庄村、贾町村、中五夫村、西候佐村、东候佐村、东曹佐村、西曹佐村和北五夫村。